# オトコの料理道
「オトコの料理道」（おとこのりょうりどう）は、テレビ朝日の特別番組。

## 概要
料理研究家の土井善晴らが関東近郊に出没し、その土地で採れる海産物・農産物を使った料理をその場で作り、試食する。
ガッツ石松の天然ボケなどもあり、バラエティ番組の印象も強いが、実際は同局のレギュラー番組「おかずのクッキング」の姉妹番組という位置づけ。土井が番組中に披露したレシピは「おかずのクッキング」のテキストに掲載されている。
また、番組内に挿入されるコーナーで紹介された食品や、土井ら出演者が使用した調理用具などの通信販売コーナーもあり、通販番組の性格も持っている。
「おかずのクッキング」特別版はこれまでに「日本のおかず」（2005年）、「達人のレシピ」（2005年～2006年）が放送されており、「オトコの～」は2006年から2009年の不定期に放送。

## 出演
- 土井善晴（料理研究家）
- ガッツ石松
- 肥後克広

### 通販コーナー
- 阿藤快

### 過去の出演者
内山信二、田中義剛、上島竜兵、久保田直子（テレビ朝日アナウンサー）、石井希和（同左）、松尾由美子（同左）

## 放送日時・内容
- 築地編 - 2006年5月27日、15:30～16:25
- 夏の房総編 - 同8月12日、15:30～16:25
- 湘南・鎌倉編 - 同11月23日、15:30～16:25
- 箱根編 - 2007年1月20日、15:30～16:25
- 勝浦編 - 同3月17日、15:30～16:25
- 新潟編 - 同6月2日、15:00～15:55
- 東京下町編 - 同7月28日、15:30～16:25
- 奥多摩編 - 同12月1日、15:30～16:25
- 栃木編 - 2008年1月26日、15:30～16:25
- 南房総編 - 同5月31日、14:30～15:25
- 那須編 - 同8月9日、15:30～16:25
- 茨城編 - 同9月20日、15:30～16:25
- 西伊豆編 - 同12月6日、13:59～15:00
- 茨城編 - 2009年1月24日、13:59～15:00
- 内房編 - 同3月28日、15:00～15:55